# Monmouthshire
Monmouthshire (velšsky Sir Fynwy) je jedno z hrabství ve Walesu ve Spojeném království. Leží na jihovýchodě země u hranice s Anglií a své jméno dostalo podle historického hrabství Monmouthshire. Nemá ovšem stejné hranice – patří do něj jen východních 60 % historického hrabství. Největším městem Monmouthshiru je Abergavenny.
Celková rozloha hrabství je 850 čtverečních kilometrů a v roce 2010 zde žilo necelých 90 tisíc obyvatel.

## Historické hrabství
Historického hrabství Monmouthshire bylo vytvořeno zákonem z roku 1535. Hraničilo na východě s Gloucestershirem, na severovýchodě s Herefordshirem, na severu s Brecknockshirem a na západě s Glamorganem. Přestože zákony nikde netvrdí, že by se Monmoutshire stal součástí Anglie, panovala v šestnáctém až dvacátém století určitá nejistota, zda patří k Walesu nebo k Anglii, a někdy byl započítáván mezi anglická tradiční hrabství. V roce 1974 bylo rozhodnuto, že je součástí Walesu.
Východní a jižní hranice historického hrabství a současného hrabství podél řeky Wye a estuáru Severnu jsou shodné, ale západní hranice se změnila.

## Současné hrabství
Hrabství Monmouthshire ve své současné podobě coby unitary authority bylo zřízeno 1. dubna 1996 jako nástupce distriktu Monmouth s přidanými Llanelly a Blaenau Gwent, dvěma distrikty Gwentu. Použití jména „Monmouthshire“ pro nové hrabství místo pouhého „Monmouth“ bylo mírně kontroverzní – podporoval je poslanec za Monmouth Roger Evans, proti byl Paul Murphy, poslanec za Torfaen (tady část původního hrabství, která k novému nepatří). Svou rozlohou nové hrabství pokrývá 60 % historického hrabství, ale pouze 20 % obyvatelstva. Správná hrabství sídlí mimo něj, v Croesyceiliogu v Cwmbran, tedy v Torfaenu. V rámci Walesu se jedná o jediný správní celek této úrovně, který není spravován ze svého území; i to je důvodem k plánům přesunout správu do Coleg Gwent v Usku. V září 2011 bylo uděleno povolení ke stavbě správní budovy. A v roce 2011 se již část úřadu přesunula do kanceláří v Magoru.